# 독

국제 그림문자. 해골과 정강뼈는 오랫동안 독의 표준 상징이었다.

독(毒)은 화학 물질 중 생물에 해롭거나 치명적인 물질이다. 독이라는 용어는 광범위한 과학 분야 및 산업 분야에서 사용되며, 종종 특정하게 정의된다. 또한 구어적으로 또는 비유적으로 광범위한 의미로 적용될 수도 있다.
독성 증상의 원인과 인간에 대한 그 영향은 영향을 받는 신체 부위에 따라 달라지며, 대부분 의식 변화, 체온, 심박수, 그리고 마지막으로 호흡 변화 등을 포함한다. 부식성 또는 자극성 물질은 입, 목, 위창자길, 허파의 점막에 상해를 입힐 수 있다. 이러한 유형의 독성 증상으로 인한 상해는 통증, 기침, 구토, 숨가쁨을 유발할 수 있다. 중독이라는 용어는 독의 파생어로서 섭취 시 생명체에 해를 입히거나 죽이는 모든 화학 물질을 설명한다.
중독은 때때로 자살을 생각하는 사람들에게 자해의 주요 방법으로, 특히 자기 중독으로 선호된다. 《타임》지에 따르면, 국제적으로 자기 중독은 청소년 사이에서 자살 시도의 주요 유형이며, "자살 사망의 세 번째 주요 원인"으로도 인식된다. 《소아과 저널》에 발표된 내용에 따르면, 19세 미만 아동의 중독으로 인한 자살 시도 횟수는 2000년대 약 40,000건에서 2018년 거의 80,000건으로 두 배 증가했다. 뉴스 보도에 따르면 코로나19 봉쇄 기간 동안 소녀들 사이에서 고의적인 자기 중독 비율이 37% 증가했다고 한다.
생물학에서 독은 화학 물질로 생물 또는 그 일부에 죽음, 상해 또는 해를 입히는 물질이다. 의학에서 독은 수동적으로 전달되는 독소의 일종이며 능동적이지는 않다. 산업에서는 이 용어가 부정적인 의미로 사용될 수 있는데, 어떤 것을 안전하게 만들기 위해 제거해야 하는 물질이거나, 원치 않는 해충을 제한하는 긍정적인 물질을 의미할 수 있다. 생태학적 용어로, 환경에 유입된 독은 나중에 다른 곳이나 먹이 사슬의 다른 부분에서 원치 않는 영향을 일으킬 수 있다.

## 어원
"poison"이라는 단어는 1200년에 "치명적인 물약 또는 물질"을 의미하기 위해 처음 사용되었다. 영어 용어는 "...옛 프랑스어 poison, puison (12세기, 현대 프랑스어 poison) "음료", 특히 약용 음료, 나중에는 "마법의 물약, 독이 든 음료" (14세기)에서 유래했으며, 라틴어 potionem (주격 potio) "마시는 것, 음료", 또한 "독이 든 음료" (키케로)에서 유래했으며, potare "마시다"에서 파생되었다. "poison"을 형용사("poisonous")로 사용한 것은 1520년대부터이다. "poison"이라는 단어를 식물 이름과 함께 사용한 것은 18세기부터이다. 예를 들어, "poison ivy"라는 용어는 1784년에 처음 사용되었고, "독참나무"라는 용어는 1743년에 처음 사용되었다. "독가스"라는 용어는 1915년에 처음 사용되었다.

## 용어
"독"이라는 용어는 종종 구어적으로 모든 유해 물질, 특히 부식성 물질, 발암물질, 돌연변이원, 기형유발물질 및 유해 오염원을 설명하고 화학 물질의 위험을 과장하는 데 사용된다. 독물학의 아버지인 파라켈수스 (1493–1541)는 한때 다음과 같이 썼다: "모든 것은 독이며, 모든 것에는 독이 있다. 오직 용량만이 어떤 것을 독이 아니게 만든다."
(반수 치사량 참조). "독"이라는 용어는 비유적인 의미로도 사용된다: "그의 형제가 파티의 분위기를 망쳤다". 법은 "독"을 더 엄격하게 정의한다. 법적으로 "독"이라는 라벨을 붙일 필요가 없는 물질도 중독이라는 의학적 상태를 유발할 수 있다.
일부 독은 독소이기도 한데, 이는 파상풍과 보틀리눔 중독을 유발하는 세균 단백질과 같이 생물이 생산하는 독이다. 이 두 용어 사이의 구별은 과학자들 사이에서도 항상 지켜지는 것은 아니다. 파생형인 "독성의"와 "유독한"은 동의어이다. 피부 밑으로 전달되는 동물 독(예: 쏘거나 물림)은 독액이라고도 불린다. 일반적인 용법에서, 독성 생물은 섭취하기에 해로운 생물인 반면, 독액 생물은 살아있는 동안 먹이를 죽이거나 자신을 방어하기 위해 독액을 사용한다. 하나의 생물이 독성이 있으면서도 독액을 가질 수 있지만, 이는 드물다.
모든 생명체는 자신을 잡아먹히지 않도록 보호하는 물질을 생산하므로, "독"이라는 용어는 일반적으로 인간에게 유독한 물질에만 사용되며, 주로 생명체와 인간에게 공통적인 병원균에 유독한 물질은 항생제로 간주된다. 예를 들어, 박테리아는 푸른곰팡이와 인간에게 공통적인 적이며, 곰팡이의 독은 박테리아만을 표적으로 하기 때문에 인간은 몸에서 박테리아를 제거하는 데 이를 사용한다. 바이러스, 곰팡이, 박테리아, 암세포에 유독한 인간 항균 펩타이드는 면역계의 일부로 간주된다.
핵물리학에서 독은 핵 반응을 방해하거나 억제하는 물질이다.
환경 유해 물질이 반드시 독은 아니며, 그 반대도 마찬가지다. 예를 들어, 감자 주스나 우유를 포함할 수 있는 식품 산업 폐수는 산소를 소비하고 부영양화를 일으켜 하천 생태계에 유해할 수 있지만, 인간에게는 무해하며 독으로 분류되지 않는다.
생물학적으로 말하면, 어떤 물질이든 충분히 많은 양이 주어지면 독성이 있어 죽음을 초래할 수 있다. 예를 들어, 수 킬로그램의 물도 치사량이 될 수 있다. 펜타닐과 같은 많은 의약품으로 사용되는 물질은 ED50보다 단지 한 자릿수 높은 LD50을 가진다. 대안적인 분류는 치료적 가치를 제공하는 치명적인 물질과 그렇지 않은 물질을 구별한다.

## 현대적 정의
이 용어의 넓은 은유적(구어적) 사용에서 "독"은 해롭다고 여겨지는 모든 것을 지칭할 수 있다.
생물학에서 독은 충분한 양에 노출되었을 때 일반적으로 화학 반응이나 분자 수준의 다른 활동을 통해 죽음, 상해, 또는 기관, 조직, 세포, DNA에 해를 끼칠 수 있는 물질이다.
의학 분야(특히 수의학)와 동물학은 종종 독을 독소와 독액으로 구별한다. 독과 독액은 모두 독소이며, 자연에서 생물이 생산하는 독극물이다. 독액과 독의 차이는 독소의 전달 방식이다. 독액은 독액 주입이라고 불리는 과정에서 송곳니나 침과 같은 독액 기관을 통해 물거나 쏘아 능동적으로 주입되는 독소인 반면, 독은 삼키거나, 흡입하거나, 피부를 통해 흡수되어 수동적으로 전달되는 독소이다. 해독 불가능한 독소는 현대 의학 기술로 중화될 수 없는 독소를 의미하며, 독소의 종류와 무관하다.

## 용도
산업, 농업, 기타 분야에서는 인간에게 독성을 나타내는 것 외의 다른 이유로 많은 유독 물질을 사용한다. 예를 들어 의약품(닭에 사용되는 구충제), 용매 (예: 소독용 알코올, 테르펜틴), 세정제 (예: 표백제, 암모니아), 코팅 (예: 비소 벽지), 원료 등이 있다. 독성 자체는 때로는 제초 및 해충구제와 같은 농업적 목적에 사용될 때 경제적 가치를 지닌다.
대부분의 유독성 산업 화합물은 관련 물질 안전 보건 자료를 가지고 있으며 위험 물질로 분류된다. 위험 물질은 직업안전보건, 공중보건, 음용수 수질 기준, 대기 오염, 환경 보호 등 중복되는 영역에서 생산, 조달 및 사용에 대한 광범위한 규제를 받는다. 분자 확산의 역학으로 인해 많은 유독성 화합물은 분자 수준에서 생체 조직, 공기, 물 또는 흙으로 빠르게 확산된다. 엔트로피 원리에 따라, 화학 오염은 특정 킬레이트제 또는 미세 여과 공정이 가능하지 않는 한 일반적으로 되돌리기가 어렵거나 불가능하다. 킬레이트제는 종종 급성 표적보다 범위가 넓으므로, 섭취 시 의사 또는 수의사의 신중한 감독이 필요하다.
농약은 다양한 곤충 및 기타 해충(예: 래트 및 바퀴벌레)에 대한 독성을 주요 목적으로 하는 물질군이다. 천연 농약은 수천 년 동안 이 목적으로 사용되어 왔다(예: 농축 식탁 소금은 많은 민달팽이와 달팽이에게 유독하다). 화학적으로 준비된 농업용 살충제의 생체 축적은 특히 새와 같이 곤충을 주식으로 하는 많은 종에게 우려의 대상이다. 선택적 독성, 통제된 적용, 통제된 생분해는 제초제 및 농약 개발과 일반적인 화학공학에서 주요 과제이다. 왜냐하면 지구상의 모든 생명체는 근본적인 생화학을 공유하기 때문이다. 환경 복원력이 뛰어난 유기체는 극한환경 미생물로 분류되며, 이들은 대부분 근본적으로 다른 감수성을 보인다.

## 생태학적 수명
먹이 사슬에 유입된 독(산업적, 농업적 또는 자연적 기원 불문)은 독소를 섭취한 첫 번째 생물에게 즉시 유독하지 않을 수 있지만, 먹이 사슬 상위의 육식 동물과 잡식 동물과 같은 포식성 생물에게 더욱 농축될 수 있으며, 특히 오줌이나 다른 수성 배설물로 배설되기보다 생물 조직에 저장되는 경향이 있는 지방용해성 독에 특히 해당된다.
음식 외에도 많은 독은 피부와 허파를 통해 쉽게 몸에 들어간다. 플루오린화 수소산은 부식성 손상 외에도 악명 높은 접촉 독이다. 자연 발생적인 황화수소는 화산 활동이나 시추선에 의해 방출될 수 있는 빠르게 작용하는 대기 독이다. 환삼덩굴과 같이 식물 기반의 접촉성 자극물은 종종 독보다는 알레르겐으로 분류된다. 알레르겐의 효과는 독 그 자체가 아니라 신체의 자연 방어를 자기 자신에게 돌리는 것이다. 독은 또한 결함 있는 의료용 임플란트를 통해서나 주사를 통해서도 몸에 들어갈 수 있다(이는 사형의 맥락에서 독살형의 기초가 된다).
2013년에 330만 건의 의도하지 않은 인간 중독이 발생했다. 이로 인해 전 세계적으로 98,000명이 사망했으며, 이는 1990년의 120,000명에서 감소한 수치이다. 현대 사회에서 의문사는 검시관 사무실과 법의학 수사관의 주목을 받는다.
1898년 마리와 피에르 퀴리에 의해 천연 라듐이 분리된 이후, 그리고 핵물리학 및 핵 기술의 출현 이후로, 방사선 독에 대한 우려가 커지고 있다. 이들은 이온화 방사선과 관련이 있으며, 이는 화학적으로 활성인 독과는 상당히 다른 독성 양식이다. 포유류에서는 화학 독이 종종 태반을 통해 임신 중에 모체에서 새끼에게 전달되거나, 수유 중에 모유를 통해 전달된다. 대조적으로, 방사선 손상은 돌연변이를 통해 부모에서 자손에게 전달될 수 있으며, 이는 유산이나 어린 시절에 치명적이지 않거나 불임의 직접적인 원인이 아닌 경우 다음 세대로 다시 전달될 수 있다. 대기 중의 라돈은 인간이 수렵채집사회 생활 방식과 동굴 거주에서 라돈을 위험한 농도로 포함할 수 있는 점점 더 밀폐된 구조물로 이동한 이후로 영향이 증가하고 있는 자연 방사선 독이다. 2006년 알렉산드르 리트비넨코 독살 사건은 화학 독의 일반적인 조사를 피하기 위한 것으로 추정되는 방사선 암살의 주목할 만한 사례였다.
환경에 널리 퍼진 독은 오염으로 알려져 있다. 이들은 종종 인간의 기원인 경우가 많지만, 오염은 독성 적조와 같은 원치 않는 생물학적 과정이나, 기존 생태계(특히 기존 생태계가 인간 경제적 가치나 조개류 채취와 같은 확립된 산업과 관련되어 있는 경우)에 독성이 있거나 해로운 침입종으로 인한 자연 화학 환경의 급격한 변화를 포함할 수도 있다.
생태학 및 환경 자원 관리의 과학 분야는 유독 화합물의 환경 생애 주기와 그 복잡하고 확산적이며 고도로 상호 관련된 영향을 연구한다.

## 중독

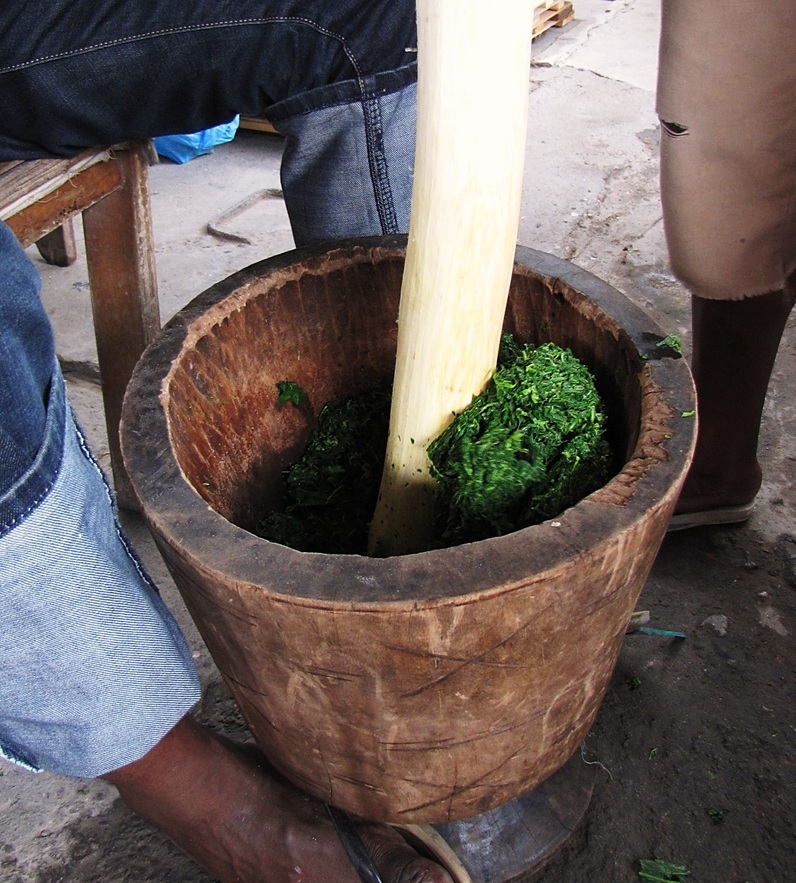
카사바 잎에는 사이안화물이 함유되어 있어 올바르게 준비하지 않으면 중독을 유발할 수 있다.

중독은 급성 또는 만성일 수 있으며, 다양한 천연 또는 합성 물질에 의해 발생한다. 잿물과 같이 조직을 파괴하지만 흡수되지 않는 물질은 독보다는 부식성 물질로 분류된다.

### 급성
급성 중독은 독에 한 번 또는 짧은 기간 동안 노출되는 것이다. 증상은 노출과 밀접하게 관련되어 나타난다. 전신 중독을 위해서는 독의 흡수가 필요하다. 또한, 많은 일반적인 가정용 약물은 해골과 정강뼈 표시가 없지만 심각한 질병이나 심지어 죽음을 유발할 수 있다. 중독은 수분 중독의 경우처럼 일반적으로 안전한 물질의 과도한 섭취로 인해 발생할 수 있다.
신경계에 작용하는 물질은 몇 초 또는 그 이하로 마비를 일으킬 수 있으며, 생물학적으로 유래된 신경독과 화학전 또는 산업용으로 합성될 수 있는 소위 신경가스를 포함한다.
가스실에서 사형 방법으로, 또는 자살 방법으로 사용되는 흡입 또는 섭취된 사이안화물은 효소 저해를 통해 미토콘드리아에서 ATP를 생성하는 효소를 억제하여 거의 즉시 신체에 에너지를 공급하지 못하게 한다. 미국 일부 지역에서 죄수 처형에 사용되는 것과 같이 비정상적으로 높은 농도의 염화 칼륨을 정맥 주사하면 근수축에 필요한 세포 전위를 제거하여 심장을 빠르게 멈추게 한다.
농약을 포함한 대부분의 생물 살균제는 표적 생물에 대한 급성 독으로 작용하도록 만들어지지만, 급성 또는 덜 관찰 가능한 만성 중독은 살균제를 적용하는 사람과 다른 익충을 포함한 비표적 생물에서도 발생할 수 있다(2차 중독). 예를 들어, 제초제 2,4-디클로로페녹시아세트산은 식물 호르몬의 작용을 모방하여 치명적인 독성을 식물에 특이하게 만든다. 사실, 2,4-D는 독이 아니라 "유해한" (EU)으로 분류된다.
독으로 간주되는 많은 물질은 독성화에 의해 간접적으로만 독성을 띤다. 예를 들어, "목재 알코올" 또는 메탄올은 그 자체로는 독성이 없지만, 간에서 독성 폼알데하이드와 폼산으로 화학적으로 전환된다. 많은 의약품 분자는 간에서 독성을 띠게 되며, 특정 간 효소의 유전적 변이는 많은 화합물의 독성이 개인마다 다르게 나타나도록 만든다.
방사성 물질에 노출되면 관련 없는 현상인 방사선 중독이 발생할 수 있다.
급성 자연 중독의 두 가지 일반적인 사례는 개와 고양이의 테오브로민 중독과 인간의 버섯 중독이다. 개와 고양이는 자연적인 초식 동물이 아니지만, 카카오에 의해 개발된 화학 방어 물질은 그럼에도 불구하고 우연히 치명적일 수 있다. 인간을 포함한 많은 잡식 동물은 식용 균류를 쉽게 섭취하므로, 많은 균류는 직접적인 방어로서 결정적으로 먹을 수 없는 상태로 진화했다.

### 만성

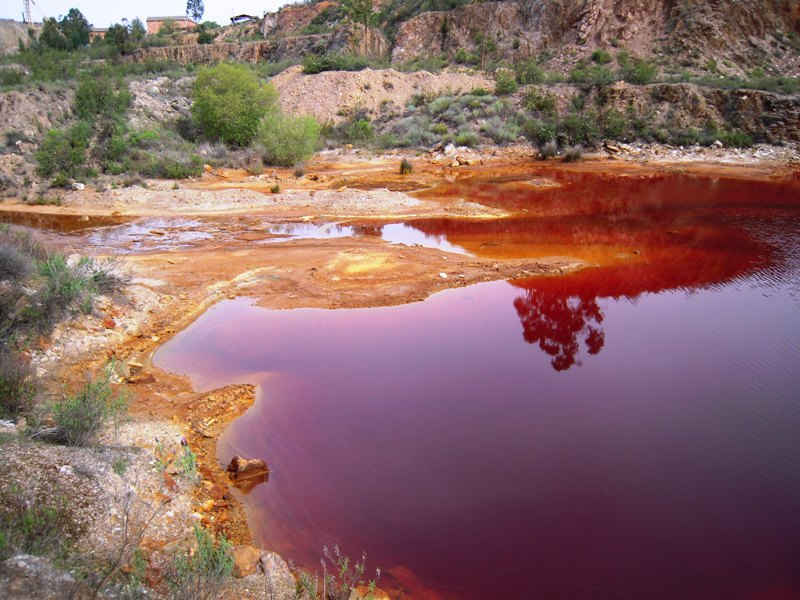
오염된 지하수, 이 경우에는 산성 광산 배수를 보여주며, 만성 중독을 유발할 수 있다.

만성 중독은 독에 장기간 반복적으로 또는 지속적으로 노출되는 것으로, 증상이 즉시 또는 각 노출 후에 나타나지 않는다. 사람은 점진적으로 병에 걸리거나, 긴 잠복기 후에 병에 걸린다. 만성 중독은 가장 일반적으로 수은, 가돌리늄, 납과 같이 생체 축적되거나 생물농축되는 독에 노출된 후에 발생한다.

## 관리
- 모든 중독의 초기 관리는 적절한 심폐 기능을 보장하고 발작, 쇼크, 통증과 같은 증상에 대한 치료를 제공하는 것을 포함한다.
- 주입된 독(예: 동물의 물림에 의한)은 압박 붕대로 영향을 받은 신체 부위를 묶고 해당 부위를 뜨거운 물(50°C 온도)에 담그는 것으로 치료할 수 있다. 압박 붕대는 독이 몸 전체로 퍼지는 것을 막고, 뜨거운 물은 독을 분해한다. 그러나 이 치료법은 단백질 분자로 구성된 독에만 효과가 있다.[18]
- 대부분의 중독에서 관리의 주요 초점은 환자에게 지지적 치료를 제공하는 것, 즉 독 자체보다는 증상을 치료하는 것이다.

### 오염 제거
- 최근 섭취된 독의 치료는 흡수를 줄이기 위한 위 세척을 포함할 수 있다. 위 세척은 활성탄, 위세척, 전장세척, 또는 비위관 흡인을 포함할 수 있다. 구토제(토근 시럽), 하제 또는 완하제의 일상적인 사용은 더 이상 권장되지 않는다.
  - 활성탄은 독 흡수를 방지하는 선택적 치료법이다. 이는 일반적으로 환자가 응급실에 있을 때 또는 구급대원이나 응급 의료 기술자와 같은 훈련된 응급 의료 서비스 제공자에 의해 투여된다. 그러나 활성탄은 나트륨, 칼륨, 리튬과 같은 금속과 알코올, 글라이콜에는 효과가 없으며, 산이나 알칼리와 같은 부식성 화학 물질 섭취에도 권장되지 않는다.[19]
  - 하제는 위창자길에서 독 배출을 증가시켜 흡수를 줄이는 것으로 가정되었다. 중독 환자에게 사용되는 하제에는 두 가지 유형이 있다: 염류 하제(황산 나트륨, 구연산 마그네슘, 황산 마그네슘)와 당류 하제(솔비톨). 이들은 환자 결과를 개선하는 것으로 보이지 않으며 더 이상 권장되지 않는다.[20]
  - 구토 (즉, 이페카크에 의해 유도되는)는 구토가 독 제거에 비효율적이기 때문에 중독 상황에서 더 이상 권장되지 않는다.[21]
  - 위세척, 일반적으로 위 펌프라고 알려진 이 시술은 위로 튜브를 삽입한 다음 튜브를 통해 물이나 생리 식염수를 투여하는 것이다. 그런 다음 액체는 위 내용물과 함께 제거된다. 세척은 수년 동안 중독 환자의 일반적인 치료법으로 사용되어 왔다. 그러나 중독 시 시술에 대한 최근 검토에서는 이점이 없다고 시사한다.[22] 섭취 후 1시간 이내에 시행할 수 있고 노출이 잠재적으로 생명을 위협하는 경우에도 때때로 사용된다.
  - 비위관 흡인은 코를 통해 위로 튜브를 삽입한 다음 흡인을 통해 위 내용물을 제거하는 것이다. 이 시술은 주로 에틸렌 글리콜 중독과 같이 활성탄이 효과적이지 않은 액체 섭취에 사용된다.
  - 전장세척은 장을 깨끗하게 한다. 이는 환자에게 다량의 폴리에틸렌 글리콜 용액을 투여하여 달성된다. 삼투압 균형이 잡힌 폴리에틸렌 글리콜 용액은 체내에 흡수되지 않고 전체 위창자길을 씻어내는 효과가 있다. 주요 용도는 서방형 약물 섭취, 활성탄에 흡수되지 않는 독소(예: 리튬, 철) 치료, 그리고 섭취된 약물 꾸러미(바디 패킹) 제거이다.[23]

### 배출 증진
- 일부 상황에서는 강제 이뇨, 혈액투석, 혈액관류, 고압산소요법, 복막투석, 교환수혈 또는 킬레이트를 사용하여 독의 배출을 증진시킬 수 있다. 그러나 이는 일부 경우에 중독을 실제로 악화시킬 수 있으므로, 어떤 물질이 관련되어 있는지에 따라 항상 확인되어야 한다.

## 역학
2010년 중독으로 인해 약 180,000명이 사망했으며, 이는 1990년의 200,000명에서 감소한 수치이다. 미국에서는 중독과 관련된 응급실 방문이 약 727,500건으로, 전체 부상 관련 방문의 3.3%를 차지했다.

## 응용
독성 화합물은 독성 때문에 유용할 수도 있지만, 더 자주 특정 화학적 반응성과 같은 다른 화학적 특성 때문에 유용하다. 독은 일산화 탄소, 메탄올, 사이안화 나트륨과 같은 화학 시약, 용매 또는 착화제로 산업 및 농업에 널리 사용된다. 암모니아 및 메탄올과 같은 예외를 제외하고는 가정용으로는 덜 일반적이다. 예를 들어, 포스젠은 반응성이 높은 친핵체 수용체로, 다이올 및 다이아민을 중합하여 폴리카보네이트 및 폴리우레탄 플라스틱을 생산하는 데 탁월한 시약이다. 이러한 용도로 매년 수백만 톤이 생산된다. 그러나 동일한 반응성 때문에 인체 조직의 단백질에도 매우 반응성이 높고 따라서 독성이 매우 강하다. 사실, 포스젠은 화학무기로 사용되어 왔다. 이는 산업적 용도가 전혀 없어 화학무기 용도로만 생산된 겨자 가스와 대비될 수 있다.
생물살생제는 인간에게 독이 될 필요가 없는데, 이는 인간에게 없는 대사 경로를 표적으로 삼을 수 있어 우발적인 독성만을 남기기 때문이다. 예를 들어, 제초제 2,4-디클로로페녹시아세트산은 식물 성장 호르몬을 모방하여 식물에 제어 불가능한 성장을 유발하여 식물을 죽게 한다. 이 호르몬과 수용체가 없는 인간과 동물은 이에 영향을 받지 않으며, 독성이 나타나기 전에 비교적 많은 양을 섭취해야 한다. 그러나 쥐약과 같이 포유류를 표적으로 하는 살충제는 인간에 대한 독성을 피하기 어렵다.
독성에 의한 위험은 독성 자체와는 다르다. 예를 들어, 백신에 사용되는 방부제 티오메르살은 독성이 있지만, 한 번 주사로 투여되는 양은 무시할 수 있는 수준이다.

2012년 인구 백만 명당 중독 사망자 수   0-2  3-5  6-7  8-10  11-12  13-19  20-27  28-41  42-55  56-336
2004년 인구 10만 명당 중독으로 인한 DALY.[26]  데이터 없음  <10  10–90  90–170  170–250  250–330  330–410  410–490  490–570  570–650  650–700  700–880  >880

## 역사

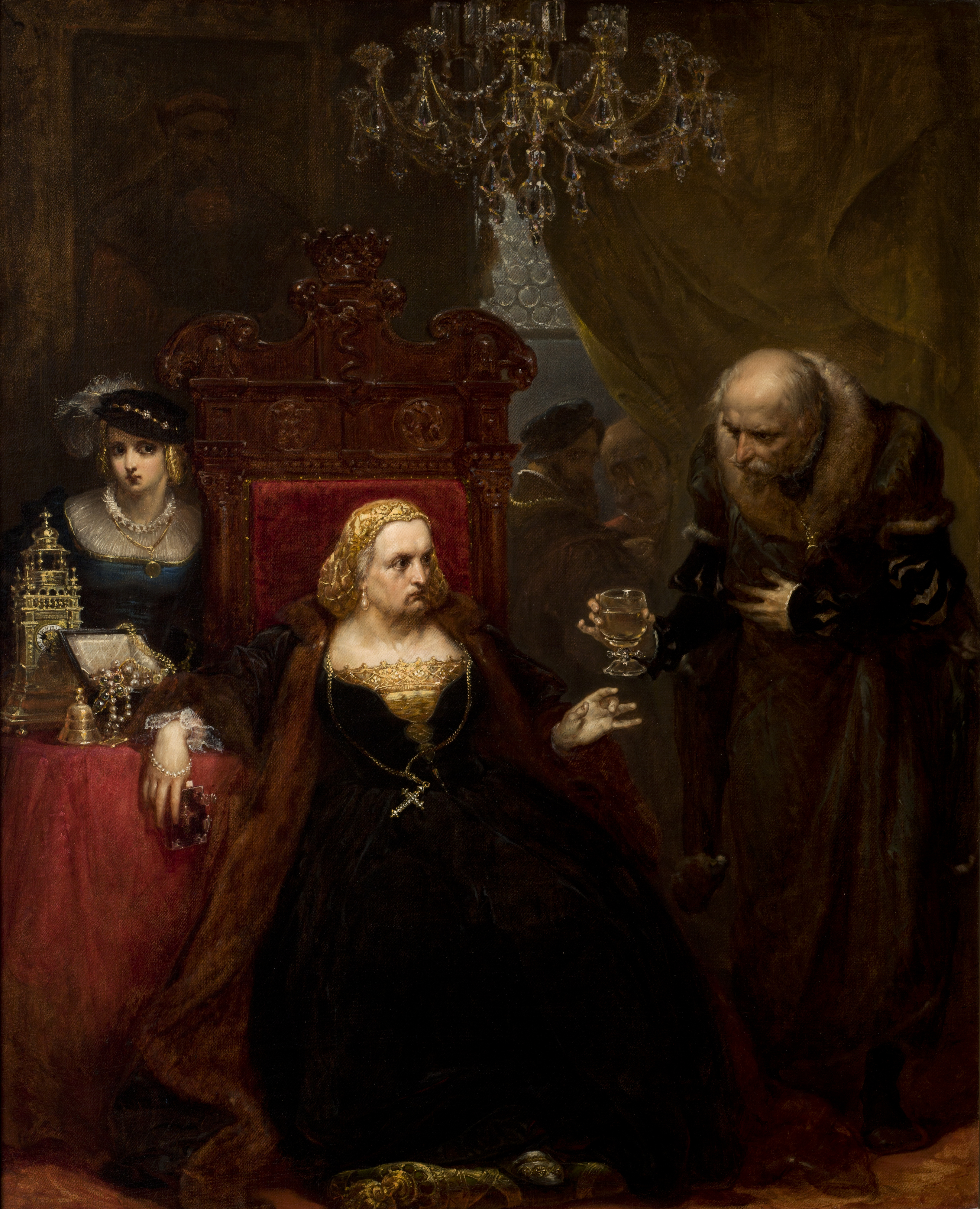
얀 마테이코의 보나 스포르차 여왕 독살.

인류 역사 전반에 걸쳐 독의 의도적인 적용은 살인, 해충구제, 자살, 사형의 방법으로 사용되어 왔다. 사형 방법으로서 독은 고대 아테네인들이 그랬듯이( 소크라테스 참조) 섭취되었고, 일산화 탄소나 사이안화 수소처럼 흡입되었으며(가스실 참조), 주사되거나(독살형 참조), 심지어 관장으로도 사용되었다. 독의 치명적인 효과는 그것의 마법적 힘과 결합될 수 있다. 한 예는 중국의 무고이다. 독은 화약전에서도 사용되었다. 예를 들어, 초우가 쓴 14세기 중국 문헌 《화룡경》은 무쇠 수류탄 폭탄을 채우기 위한 독성 화약 혼합물의 사용을 설명했다.
비소는 자연적으로 발생하는 환경 독이지만, 인공 농축 비소는 한때 상속 가루라고 불렸다. 중세 유럽에서는 왕실 암살을 막기 위해 약제사 시대가 열리면서 군주들이 개인 시식시종을 고용하는 것이 흔했다.

## 같이 보기
- 독성학 : 독을 연구하는 학문
- 독소 : 생물체가 생성하는 독성이 강한 물질
- 시식시종